# 久遠村
久遠村（くどおむら）は、かつて北海道久遠郡にあった村。

## 沿革
- 1881年（明治14年）7月 - 久遠郡一艘澗村、三艘澗村及び日方泊村が合併し、久遠郡久遠村が発足する。
- 1902年（明治35年）4月1日 - 北海道二級町村制施行により久遠郡久遠村、湯尻村、上古丹村及び太田村の区域をもって、久遠郡久遠村が発足する。
- 1940年（昭和15年）- 村内の4大字を廃止し、7行政字に再編（久遠村 → 久遠、本陣、都 ／ 湯尻村 → 花歌 ／ 上古丹村 → 上浦、富磯、本陣、都 ／ 太田村 → 太田）
- 1955年（昭和30年）7月20日 - 久遠郡久遠村及び貝取澗村が合併して久遠郡大成村が発足する。